# TRS-80 Pocket Computer
El TRS-80 Pocket Computer va ser un ordinador de butxaca comercialitzat per Tandy i manufacturat per Sharp Corporation (era, en la veritat, un model Sharp PC-1211 reanomenat). El nom TRS-80 prové de la sèrie de microordinadors TRS-80 de Tandy. El dispositiu mesurava 175 × 70 x 15 mm i pesava 170 g, i tenia una pantalla alfanumèrica LCD d'1 línia x 24 caràcters.
El TRS-80 Pocket Computer era programable en BASIC, amb una capacitat de 1424 «passos de programa». Aquesta memòria era compartida amb emmagatzematge variable de fins a 178 localitzacions, a més de les 26 posicions fixades anomenades d'A a Z.
Els programes i dades es podien emmagatzemar en una cinta de casset a través d'una unitat opcional externa d'interface de cinta magnètica. Estava també disponible una interface d'impressora/casset, que usava una cinta tintada sobre paper normal.

## Models
Encara que no va estar marcat com tal, posteriorment es va tornar conegut com a PC-1, a mesura que models posteriors van ser denominats de PC-2 a PC-8. Alguns models van ser fets per Sharp i altres per Casio (del PC-4 al PC-7). El PC-2 tenia 4 bolígrafs de colors i podia imprimir o dibuixar en paper normal. Tots els altres van usar paper tèrmic. El PC-3 i el PC-8 van usar la mateixa impressora, el PC-4, PC-5 i PC-6 usant una altra impressora, i el PC-7 no tenia cap interface d'impressora o casset.

## Especificacions tècniques
| Parts          | Especificacions                                       | Especificacions |
| -------------- | ----------------------------------------------------- | --------------- |
| UCP            | SC43177 o SC43178 a 256 kHz                           |                 |
| RAM            | 1,5 KiB                                               |                 |
| ROM            | 11 KiB (7 KiB per BASIC i 4 KiB per programa monitor) |                 |
| Teclat         | «xiclet», 57 tecles                                   |                 |
| Monitor        | pantalla alfanumèrica LCD d'1 línia x 24 caràcters    |                 |
| So             | altaveu piezoelèctric («buzzer»)                      |                 |
| Ports          | port d'expansió                                       |                 |
| Emmagatzematge | Minisette-9 Recorder                                  |                 |